# Trimiristina
La trimiristina è un estere. Si tratta del trigliceride dell'acido miristico. Si trova naturalmente in molti grassi vegetali e oli. Si presenta come un solido, con una colorazione variabile dal bianco al giallo-grigio, insolubile in acqua, ma solubile in etanolo, benzene, cloroformio, diclorometano, ed etere.
L'isolamento della trimiristina dalla noce moscata in polvere è un esperimento comune nei laboratori scolastici e universitari di chimica organica. Si tratta di un'estrazione con solvente di un prodotto naturale, perché l'olio di noce moscata generalmente consiste per oltre l'80 per cento di trimiristina. La trimiristina costituisce il 20-25% della massa complessiva di noce moscata secca.